# Planchonella duclitan
Planchonella duclitan là một loài thực vật có hoa trong họ Hồng xiêm. Loài này được (Blanco) Bakh.f. miêu tả khoa học đầu tiên năm 1963.